# ديهيا (مغنية)
ديهيا اسمها الحقيقي زهرة عيساوي، هي مغنية في الموسيقى الشاوي الجزائري، ولدت في عام 1950 بتاغيت (تكوت) وتعيش حاليا بفرنسا.

## سيرتها
في عام 1979، غادرت الجزائر حيث تعرفت علي مسعود نجاحيالذي سيصير زوجاً لها، في عام 1980، أول ألبوم لها بعنوان Yugurten (يوغرطة)، تم تسجيل الألبوم في الجزائر وبيعها بدون حقوق التأليف والنشر للمرة الثانية في مهنتها. في عام 1981، زوجها، مسعود، الذي ألف لها بعض أغانيها، شارك في أحداث الربيع الأمازيغي وهديد بالقتل. هرب الزوجان إلى فرنسا، في انتظار عودة الهدوء في الجزائر.

## مؤلفاتها
- Ekker d! Ekker d! 1981.
- 1982 Usin d! Usin d!